# Ancolie commune
Aquilegia vulgaris
Espèce
Classification phylogénétique
L'ancolie commune (Aquilegia vulgaris), appelée aussi aiglantine, ancolie des jardins, cornette ou encore colombine, bonne-femme, bonnets de grand-mère et cinq-doigts, est une espèce de plante à fleurs de la famille des Ranunculaceae.

## Description

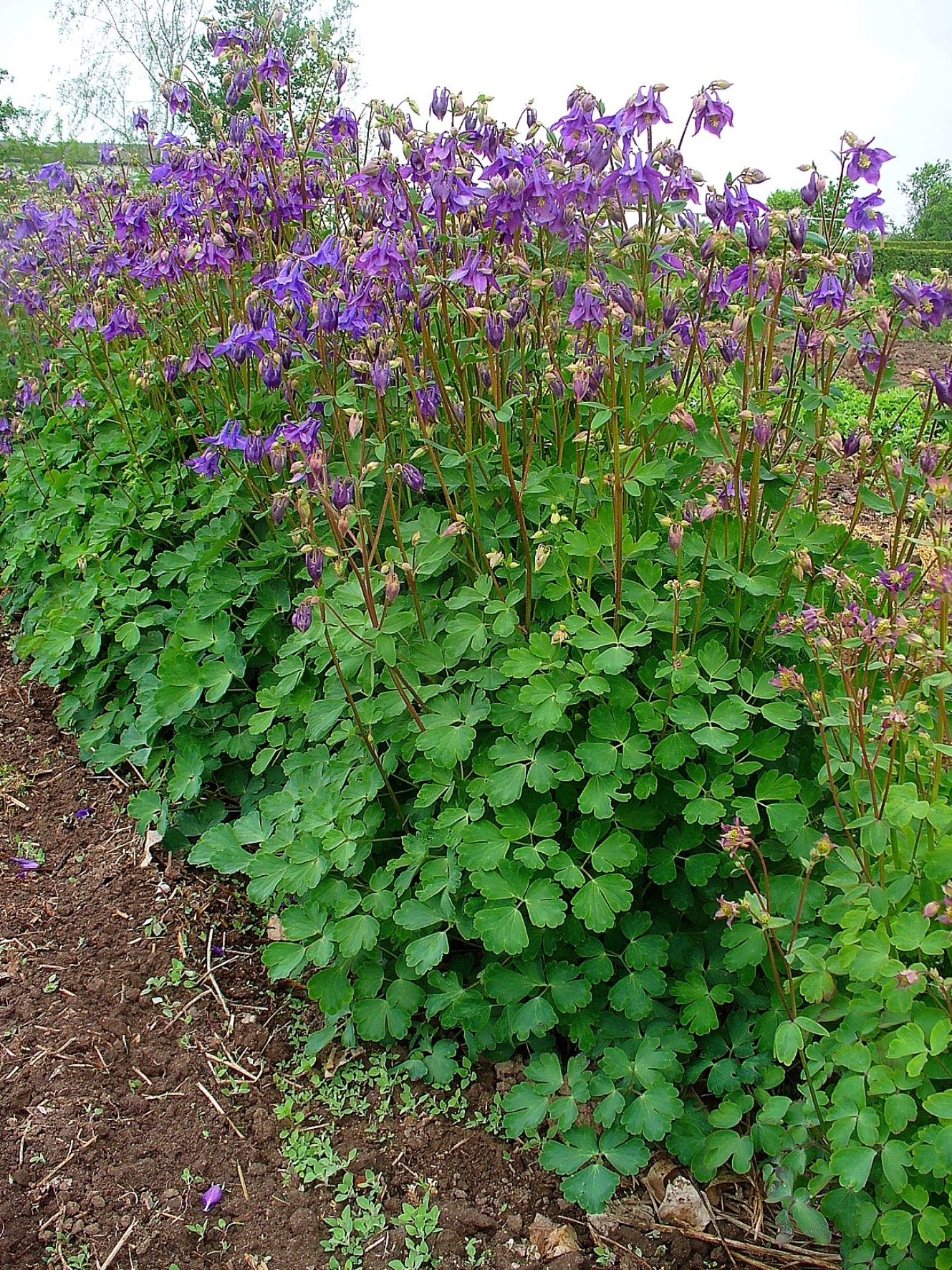
Ancolie commune.

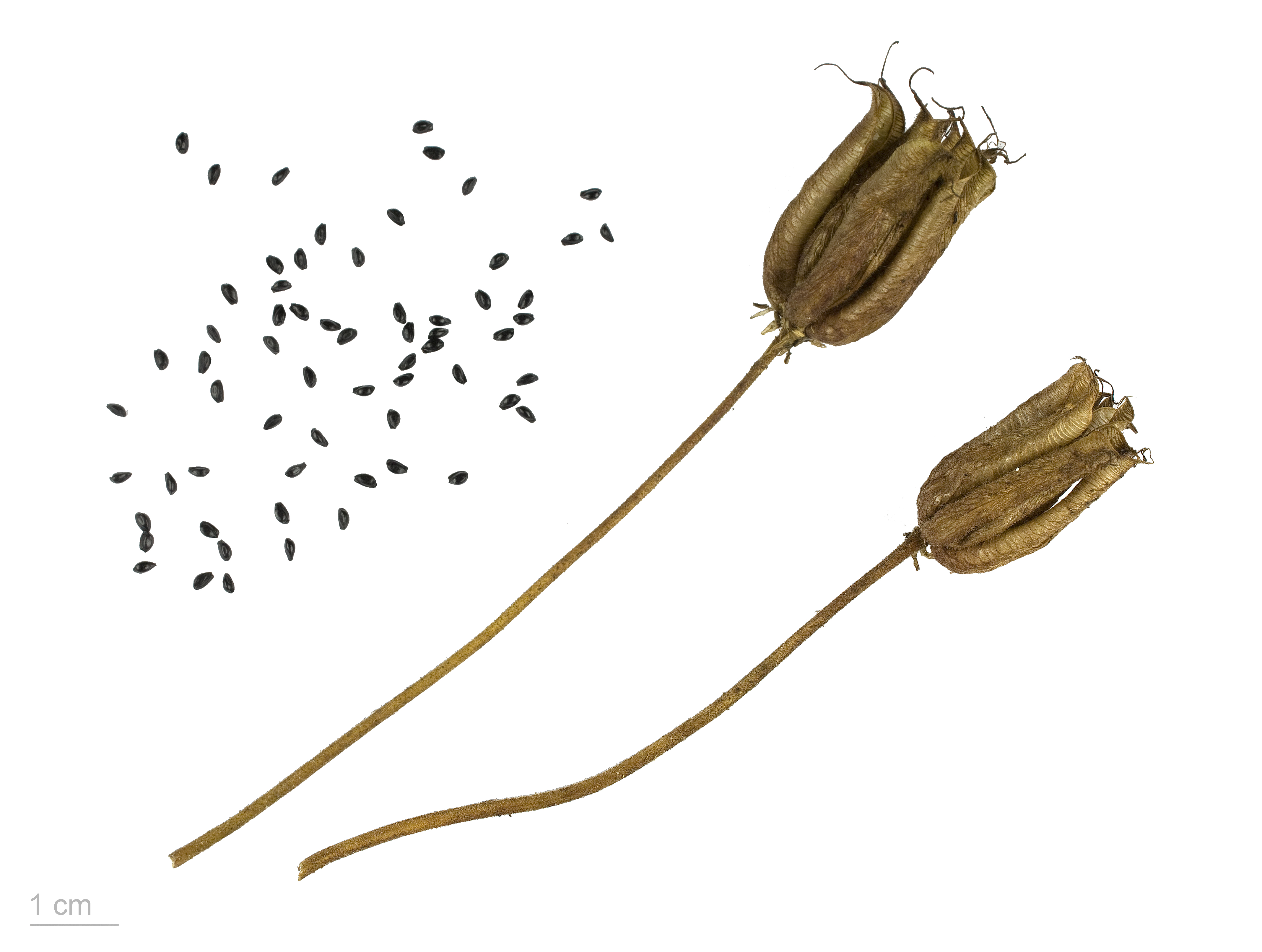
Follicules et graines dAquilegia vulgaris au muséum de Toulouse.

C'est une plante herbacée vivace ramifiée, aux feuilles divisées, duveteuses, vert pâle, aux fleurs comportant des sépales pétaloïdes et des pétales en forme de cornet avec un éperon recourbé à l'arrière. Les fleurs généralement bleues peuvent être roses, pourpres ou violettes, parfois blanches.

## Histoire
Au Moyen Âge, l'ancolie commune, surnommée " bonne-femme ", était considérée comme une plante magique aphrodisiaque. La plante fournissait des graines pour des parfums qui rendaient leurs porteuses irrésistibles. Quand elle était mâchée, les femmes étaient particulièrement bien disposées à l'amour.

## Caractéristiques
- Organes reproducteurs :
  - Type d'inflorescence : cyme unipare hélicoïde
  - répartition des sexes :  hermaphrodite
  - Type de pollinisation :  entomogame
  - Période de floraison :  mai à juillet
- Graine :
  - Type de fruit :  follicule
  - Mode de dissémination :  épizoochore
- Habitat et répartition :
  - Habitat type : ourlets basophiles médioeuropéens
  - Aire de répartition : eurasiatique

Données d'après :  Julve, Ph., 1998 ff. - Baseflor. Index botanique, écologique et chorologique de la flore de France. Version : 23 avril 2004. 

## Utilisation
C'est une plante ornementale présente dans de très nombreux jardins.
Son utilisation médicinale est restreinte, elle contient de l'acide cyanhydrique qui la rend toxique.

## Culture
L'ancolie supporte mal les grosses chaleurs. Dans les régions chaudes, il vaut donc mieux la planter à mi-ombre.
Veiller à ne pas arroser le feuillage pour éviter l'apparition d'oïdium.
Protéger des escargots et limaces qui en sont friands.
En sol frais et riche, elle se ressème naturellement chaque année.
Elle est rustique jusqu'en zone 3.

## Statut
En France, cette espèce est protégée en région Nord-Pas-de-Calais (Article 1).

## Galerie

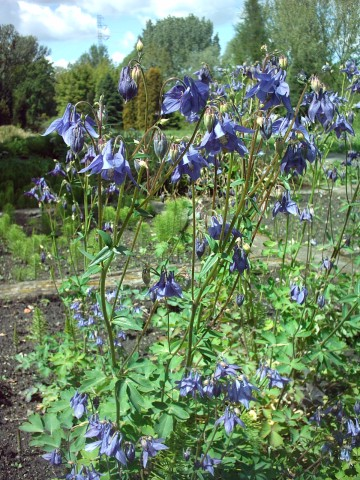
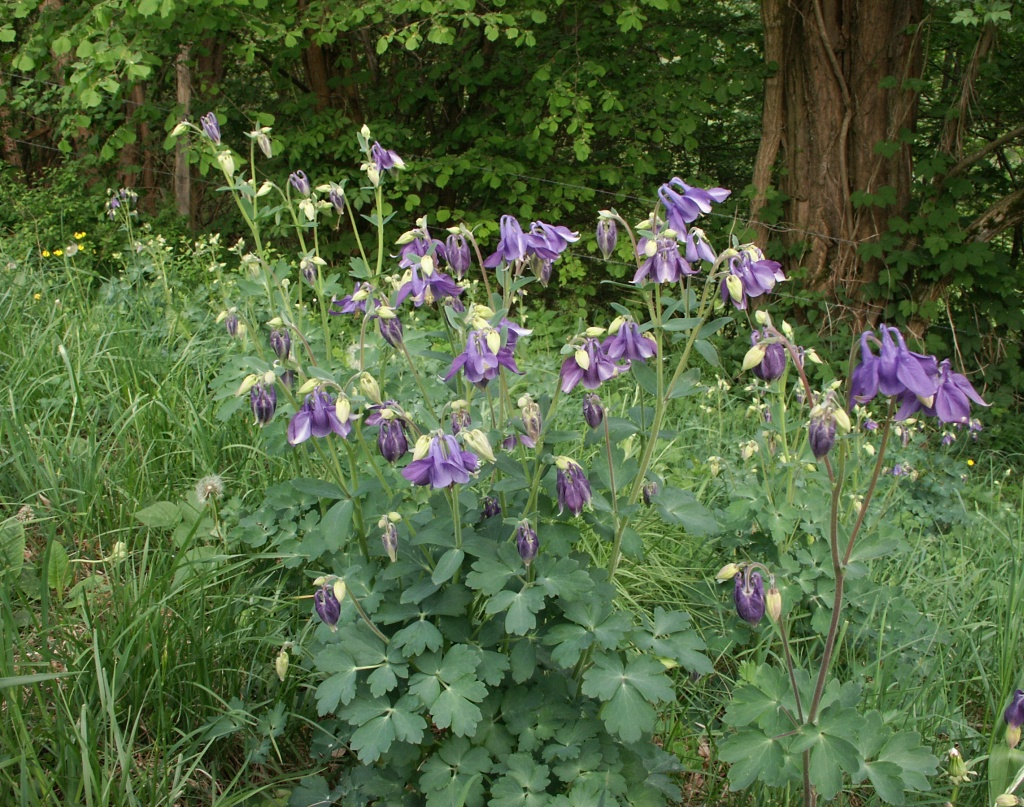
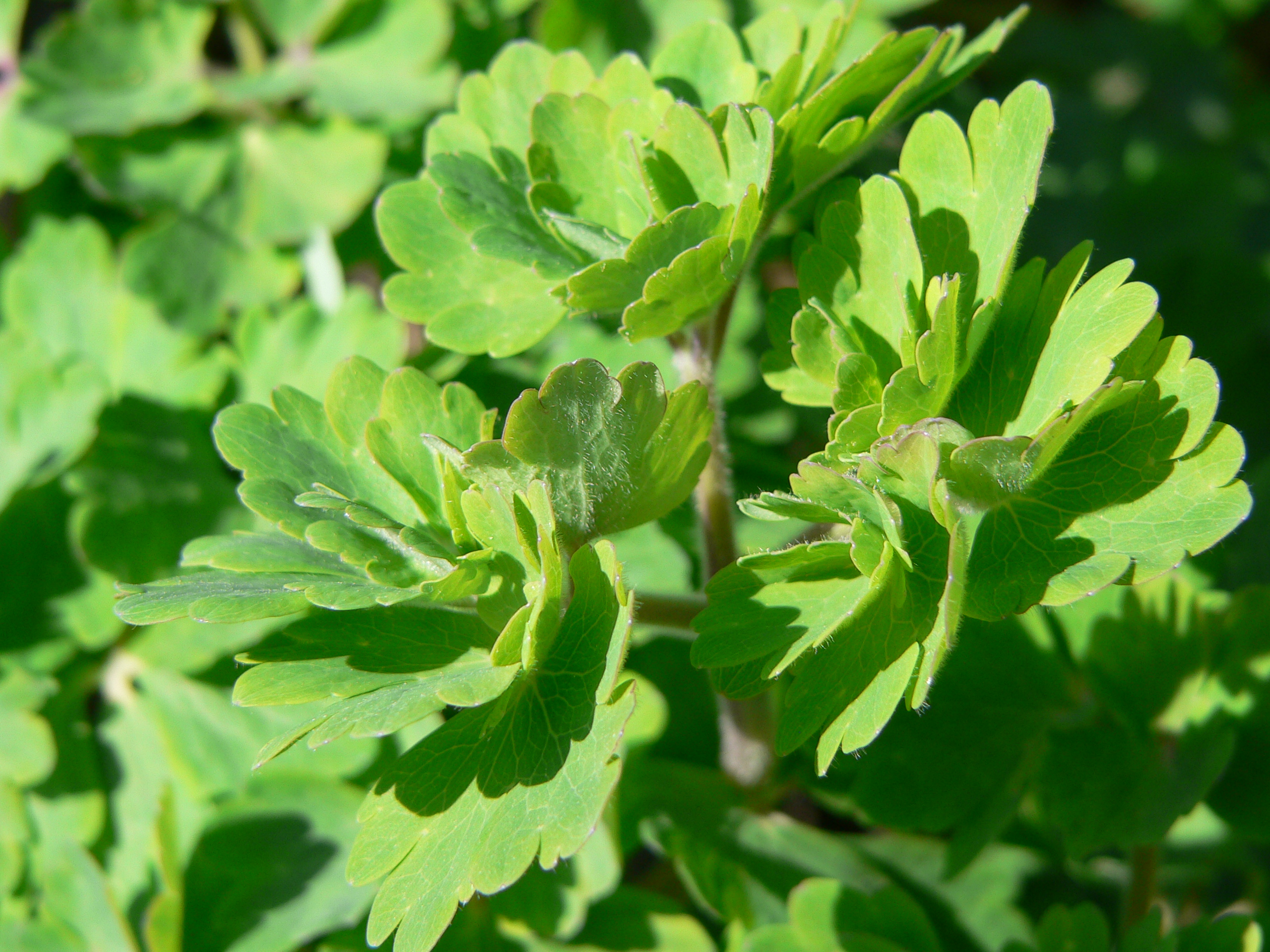
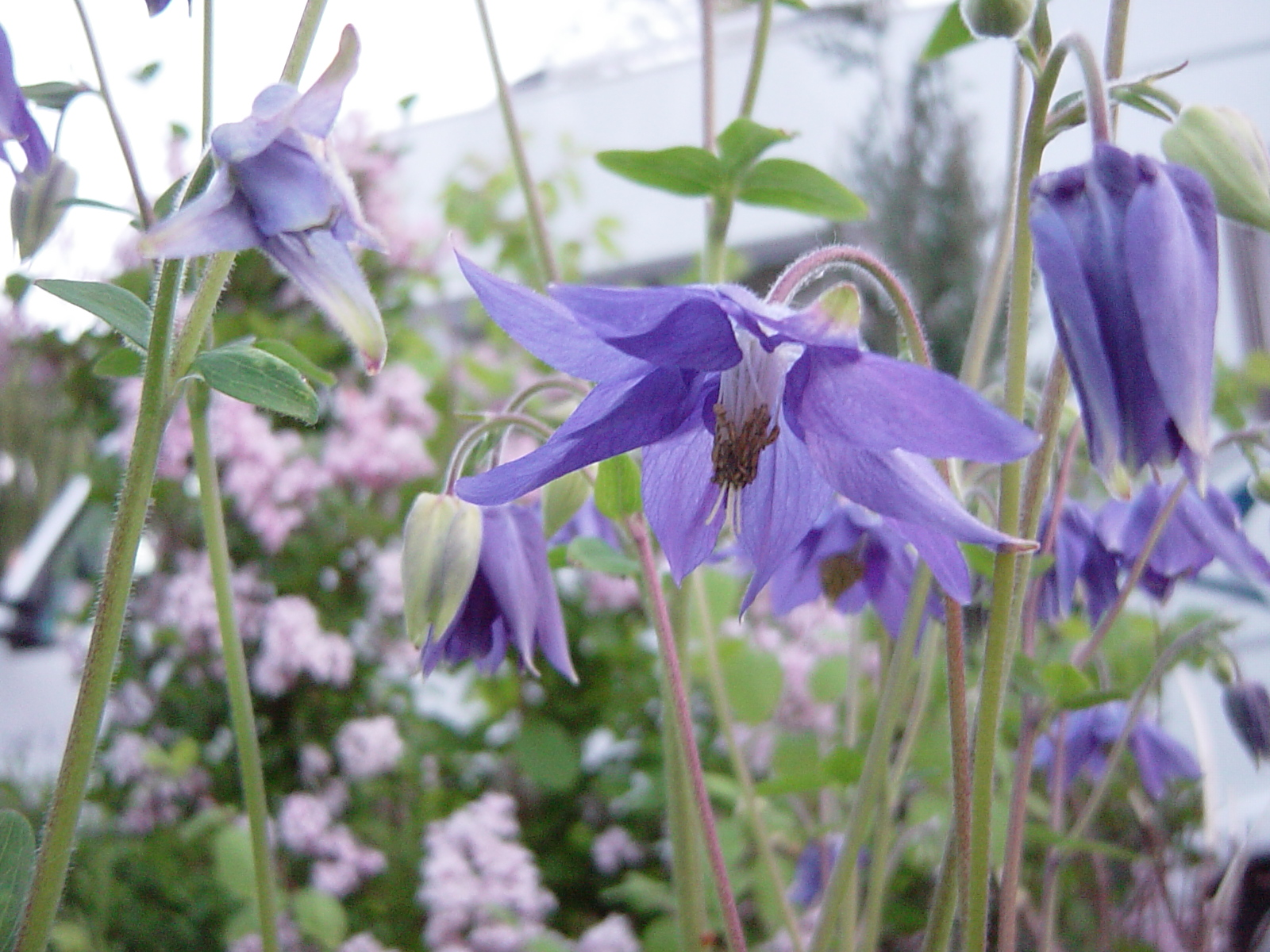
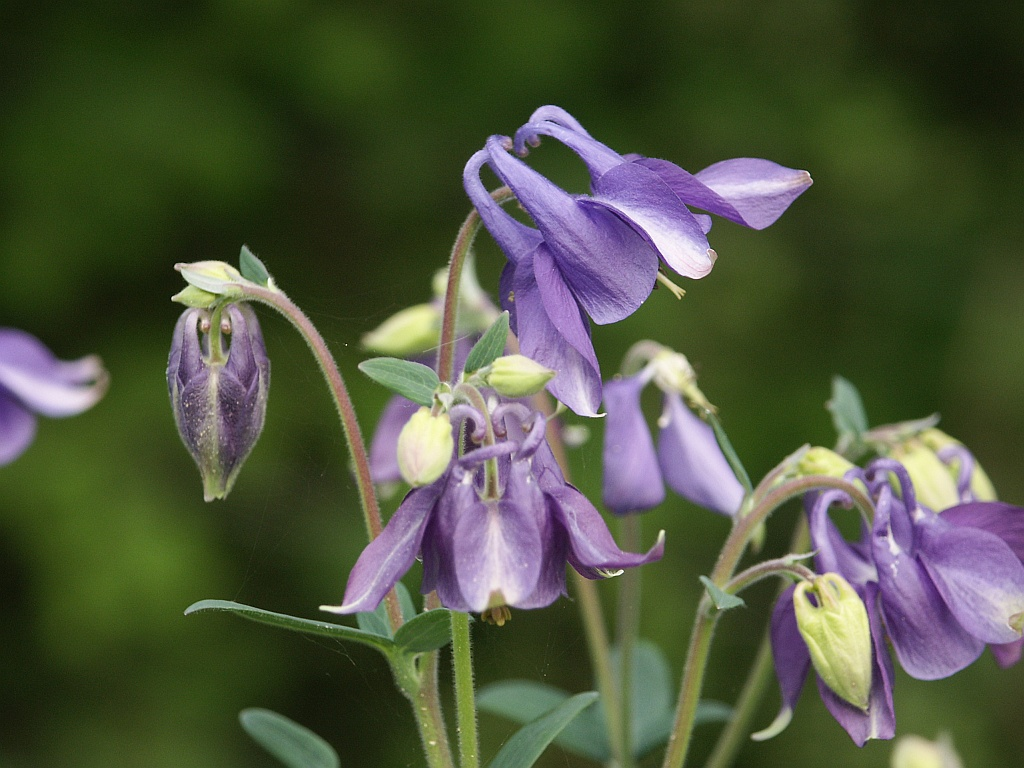
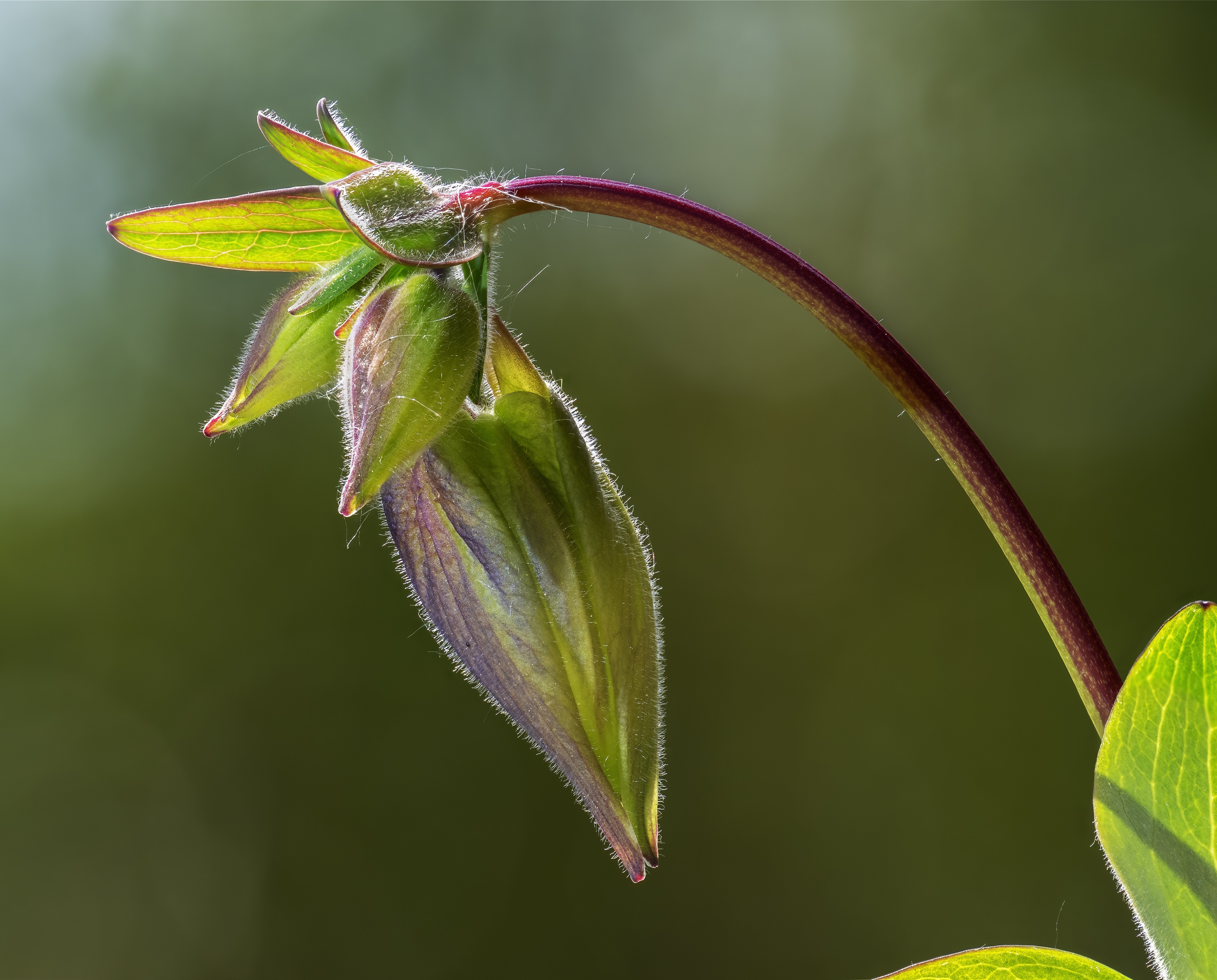
Boutons floraux.
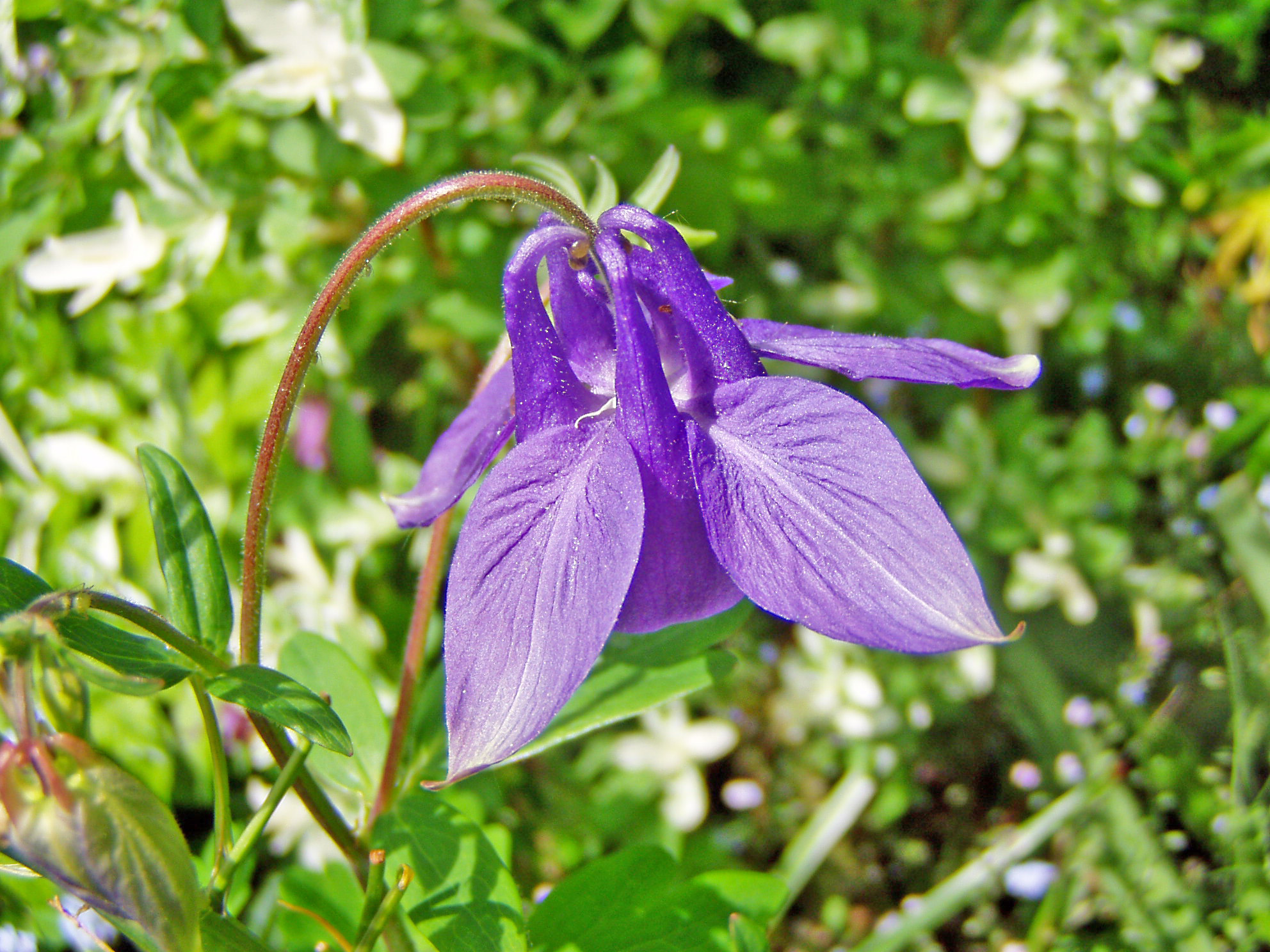
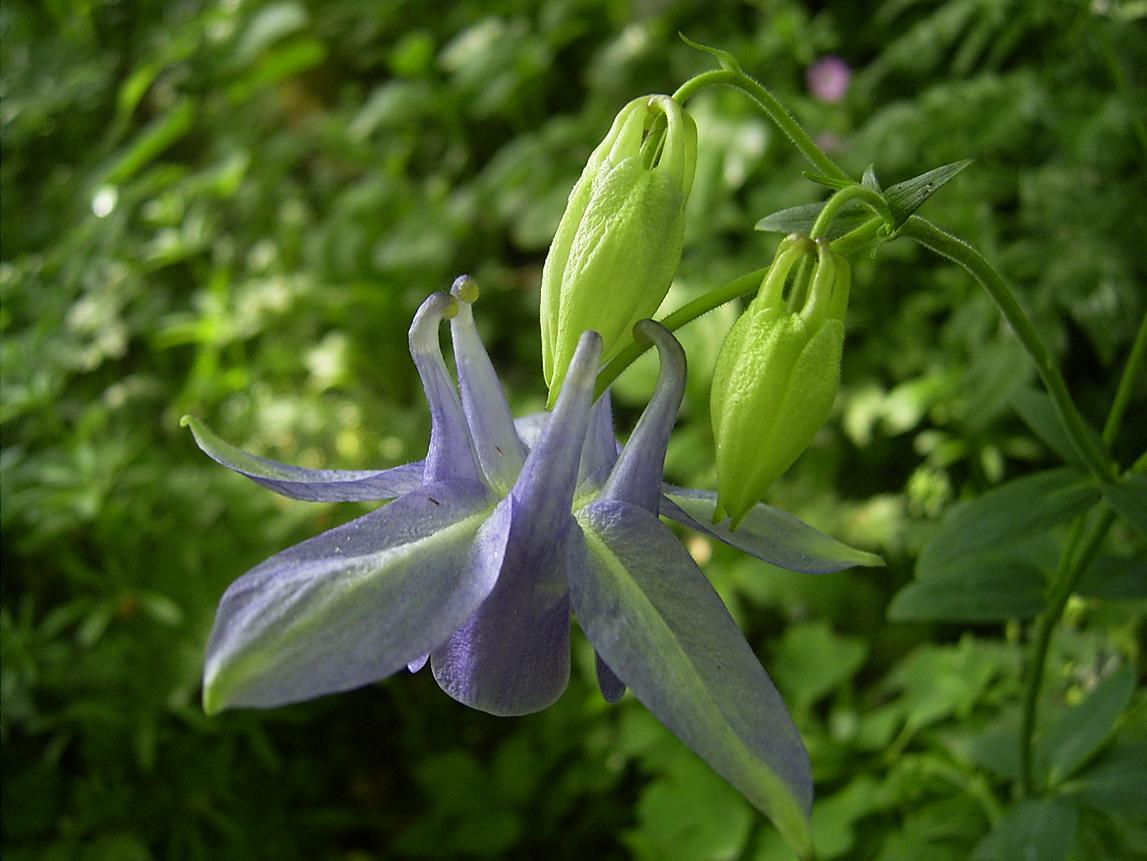
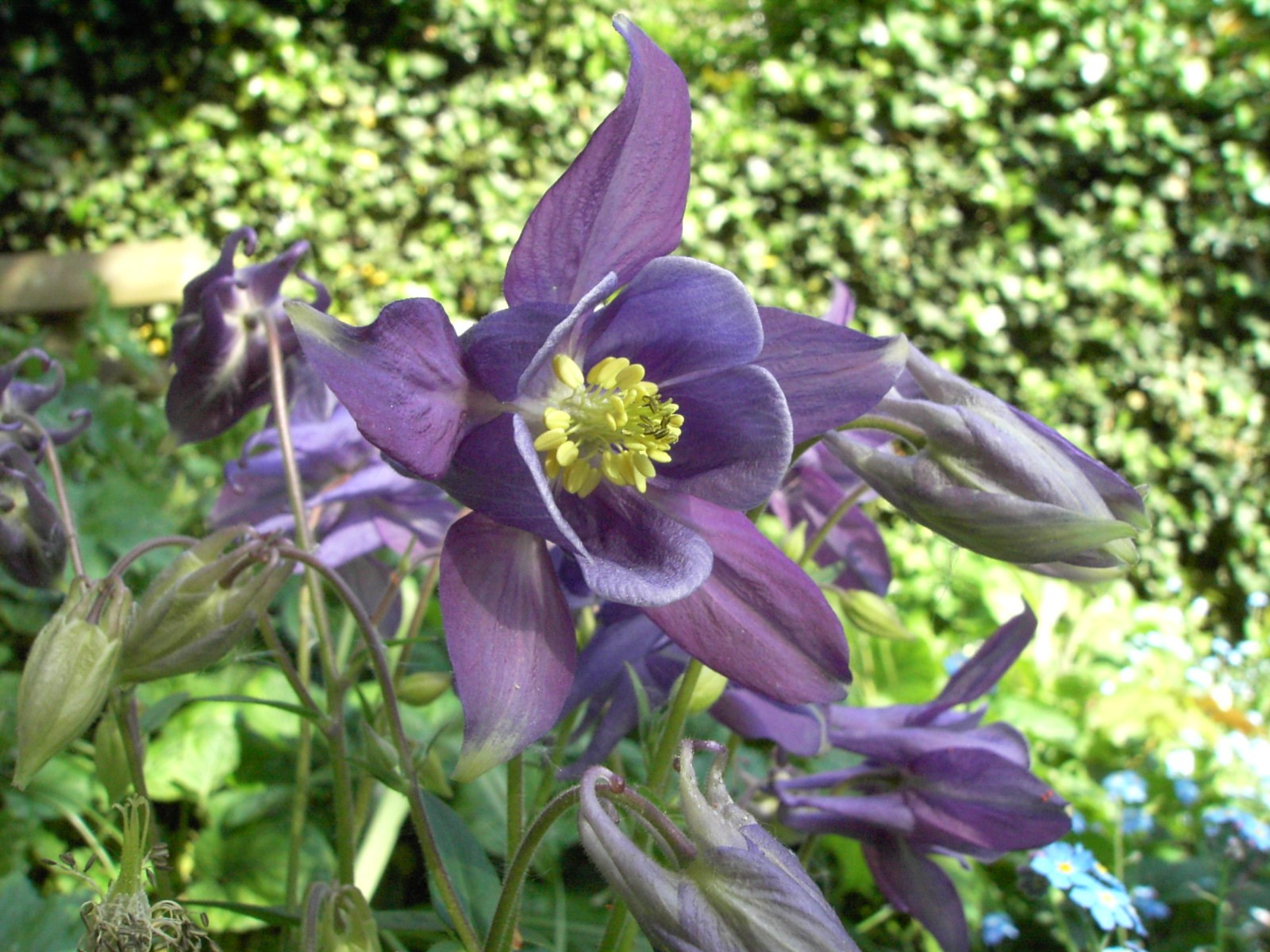
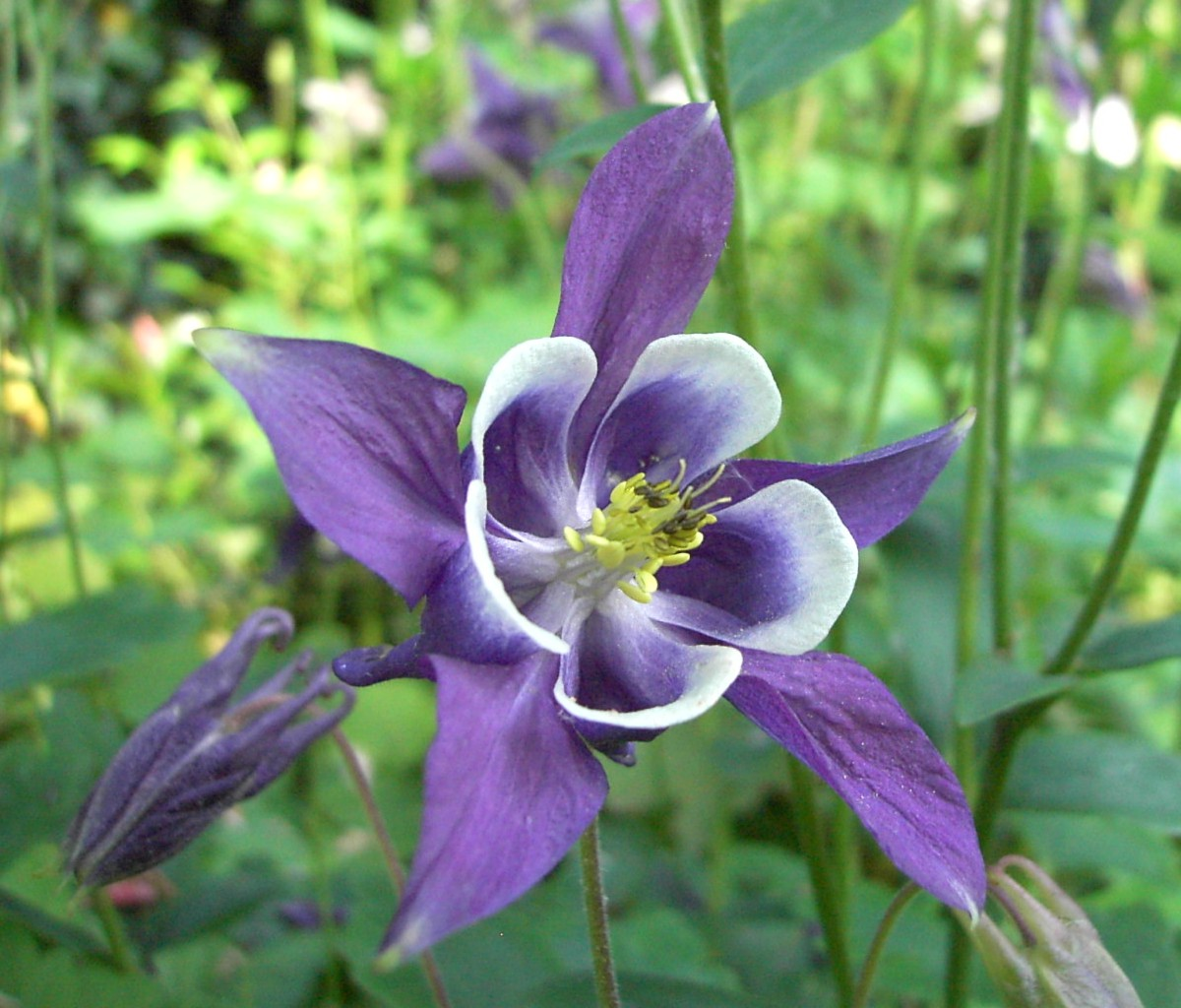
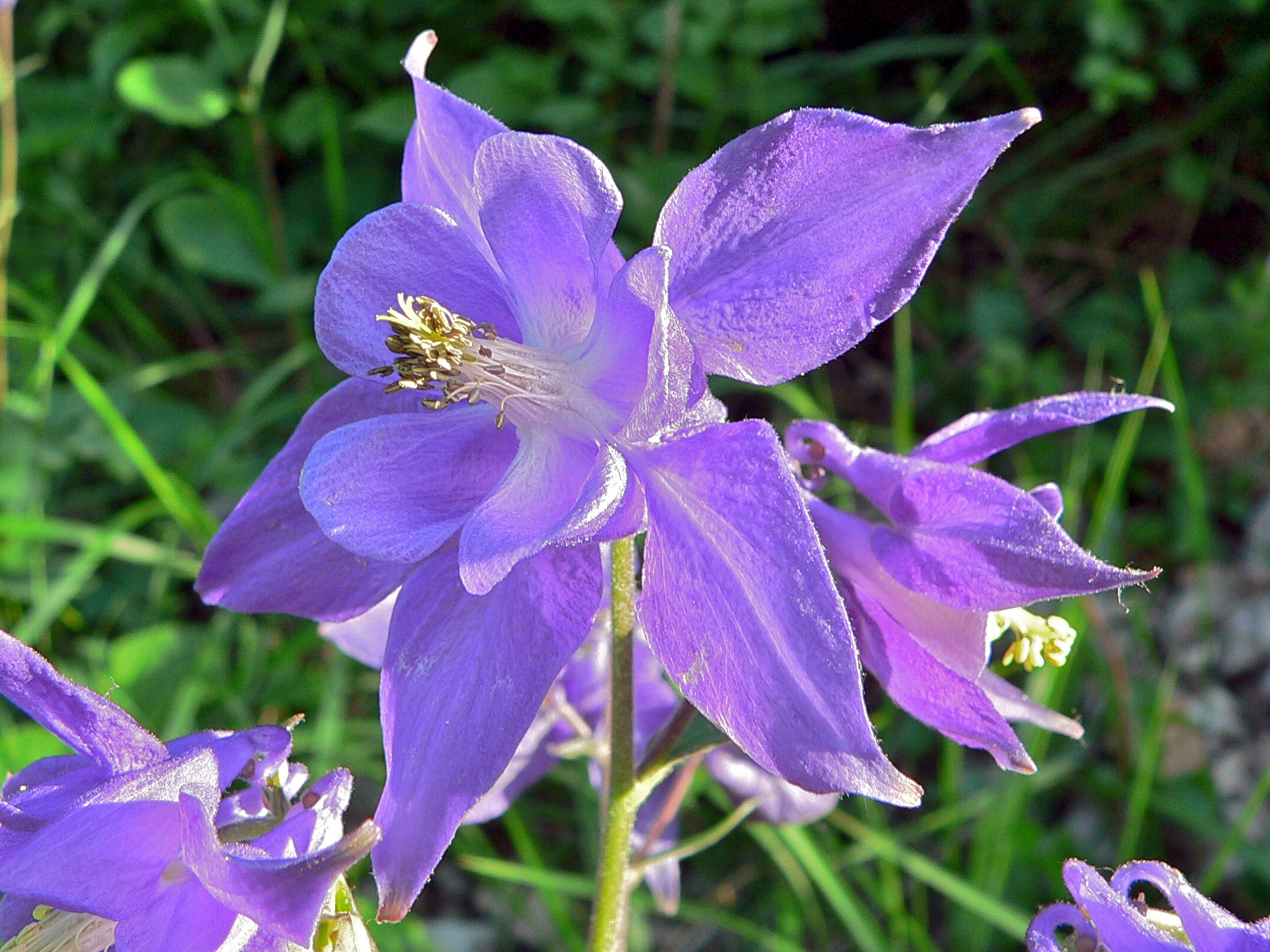
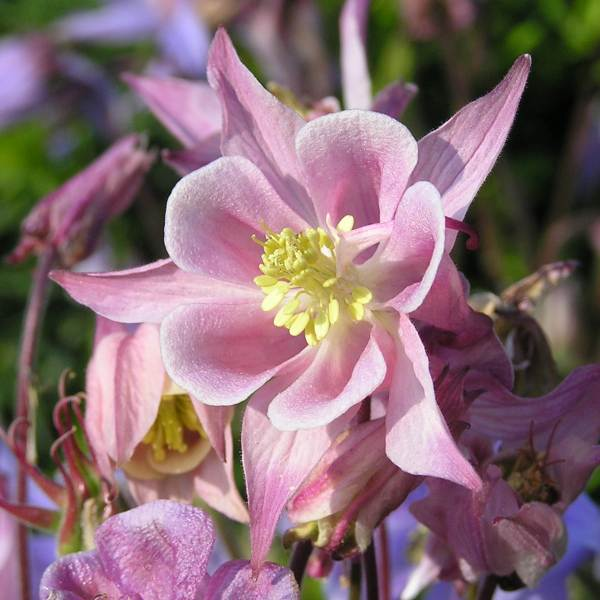
Aquilegia vulgaris forme rose.
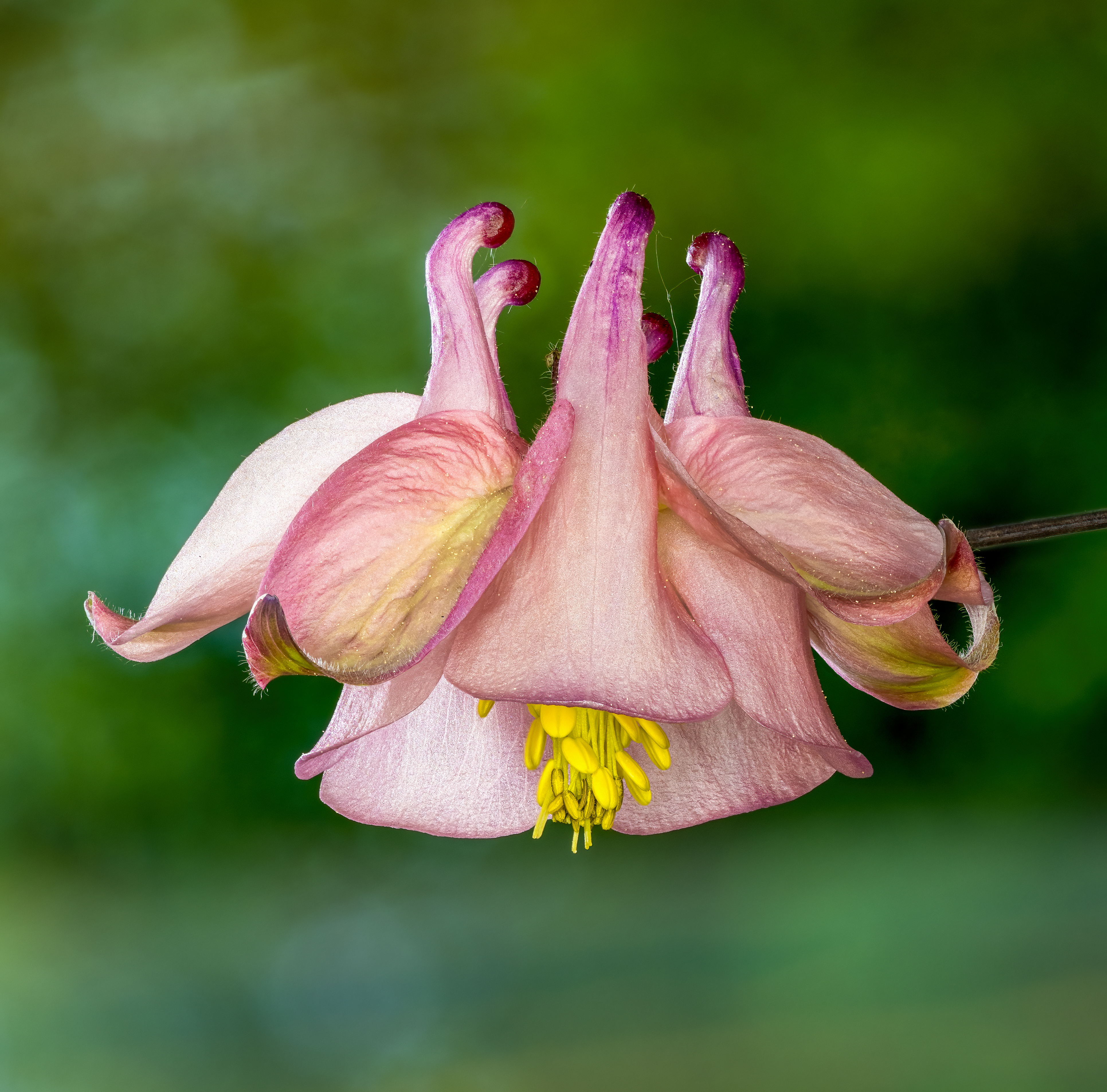
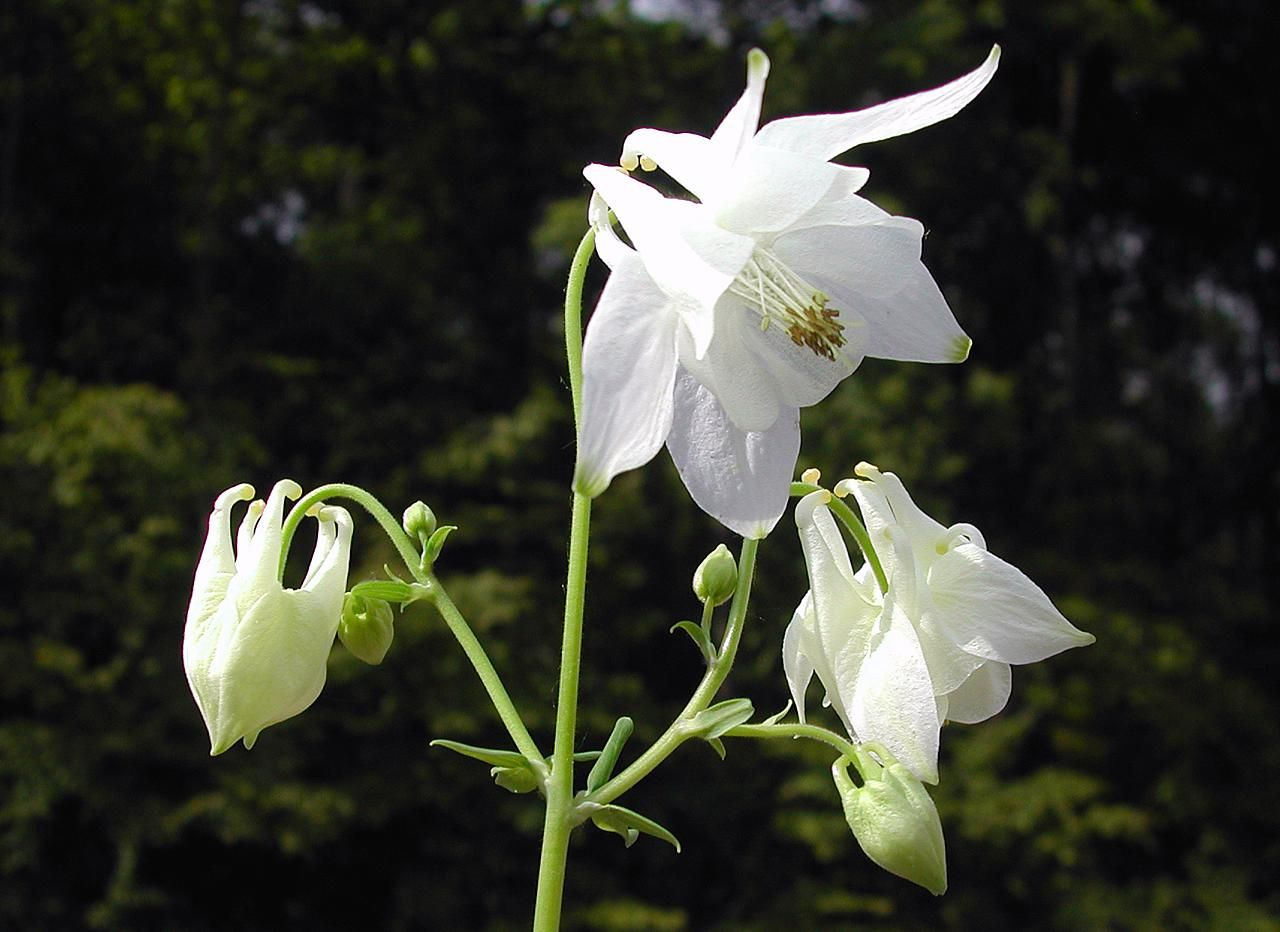
Aquilegia vulgaris forme blanche.

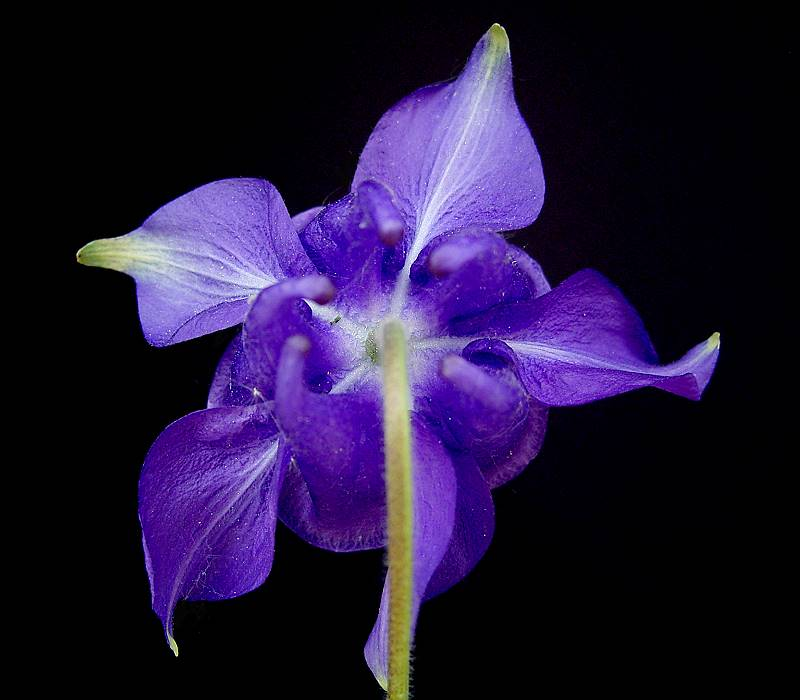
Détail de la fleur.
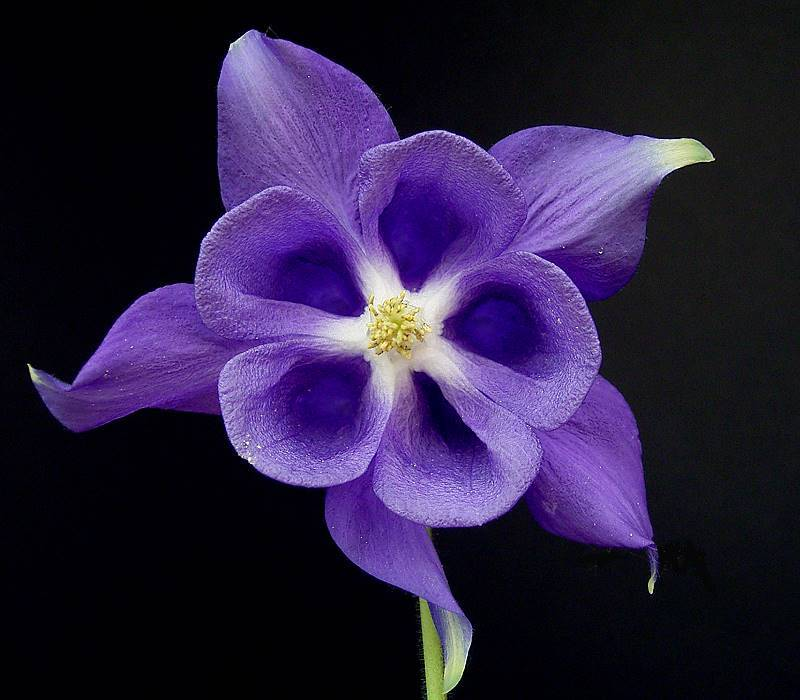
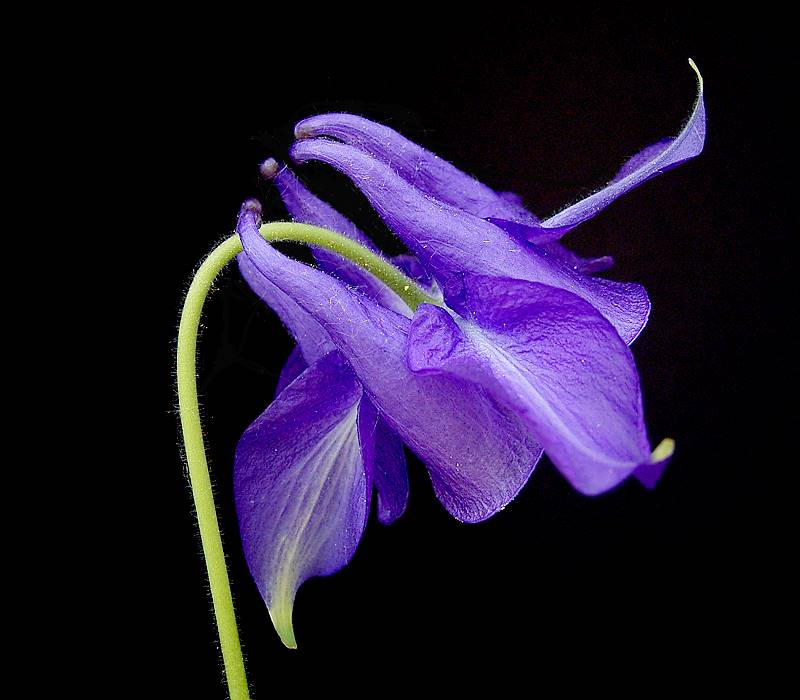